# Homosexualidad en la ciencia ficción
La temática homosexual se ha introducido tanto en la ciencia ficción como en los demás subgéneros del género fantástico, que se pueden englobar en el término ficción fantástica. Se considera suficiente la incorporación de un personaje LGBT como protagonista o personaje principal, o la exploración en el argumento de cualquier variedad de comportamiento sexual no heterosexual.
La literatura fantástica y la ciencia ficción fueron, en sus inicios, géneros bastante puritanos y orientados principalmente hacia el público masculino, lo que provocó que fueran convencionales en la descripción de sus personajes y en la representación de la sexualidad y el género. Y esto a pesar de que la ficción fantástica da más libertad para imaginar sociedades diferentes a las de la vida real, siendo un medio que permite explorar formas de vida con sexualidades diferentes y hacer que el lector reconsidere las presunciones culturales de su heterocentrismo. Este fenómeno ha provocado que los lectores homosexuales se identificaran a menudo con personajes singulares o del exterior, como alienígenas, mutantes o personajes que llevan vidas ocultas o dobles en las historias.
Antes de los años 1960 se mostraba muy poca sexualidad en la ficción fantástica y casi nunca explícita. Durante muchos años los editores que controlaban qué se publicaba intentaban proteger su mercado principal, los adolescentes varones. Cuando se amplió este mercado a otros públicos, empezaron a aparecer personajes abiertamente gais, aunque al principio siempre en el papel de villanos. Las lesbianas tardaron más tiempo en aparecer. En los 60 la ciencia ficción y la fantasía empezaron a reflejar los cambios que se habían producido en la sociedad. Los autores de la nueva ola y la ciencia ficción feminista imaginaron culturas en las que eran normales la homosexualidad y la bisexualidad y una gran variedad de modelos de género, y las representaciones positivas de las formas de sexualidad alternativas se hicieron más habituales. 
La sociedad en general percibió la homosexualidad con más normalidad a partir de los años 1980 hasta la actualidad y se ha incorporado más a menudo en las historias de ficción fantástica convencionales. Desde entonces se editan obras en las que se explora específicamente el tema LGBT en lugar de aparecer secundariamente. Esto ha sido posible por el crecimiento del número de autores abiertamente homosexuales y el seguimiento del público LGBT. Existen algunas publicaciones específicamente LGBT y premios que la reconocen. Aunque también se ha incluido la homosexualidad en cómics, series de televisión y secuelas de películas, a veces se ha hecho para captar la atención de los medios de comunicación y provocar controversia, con el único objetivo de aumentar la audiencia, lo que ha provocado la crítica de los medios LGBT.
Se encuentran muchas alusiones a temas LGBT en la ficción en el libro Uranian Worlds, de Eric Garber y Lyn Paleo, que cubre las menciones en la literatura fantástica anterior a los años 1990. Se pueden encontrar listados de obras que incluyen temas LGBT en los siguientes libros: Kindred Spirits, New Exploits of Lesbians, Bending the Landscape y la antología Queer Fear.

## Literatura

### Protoficción fantástica

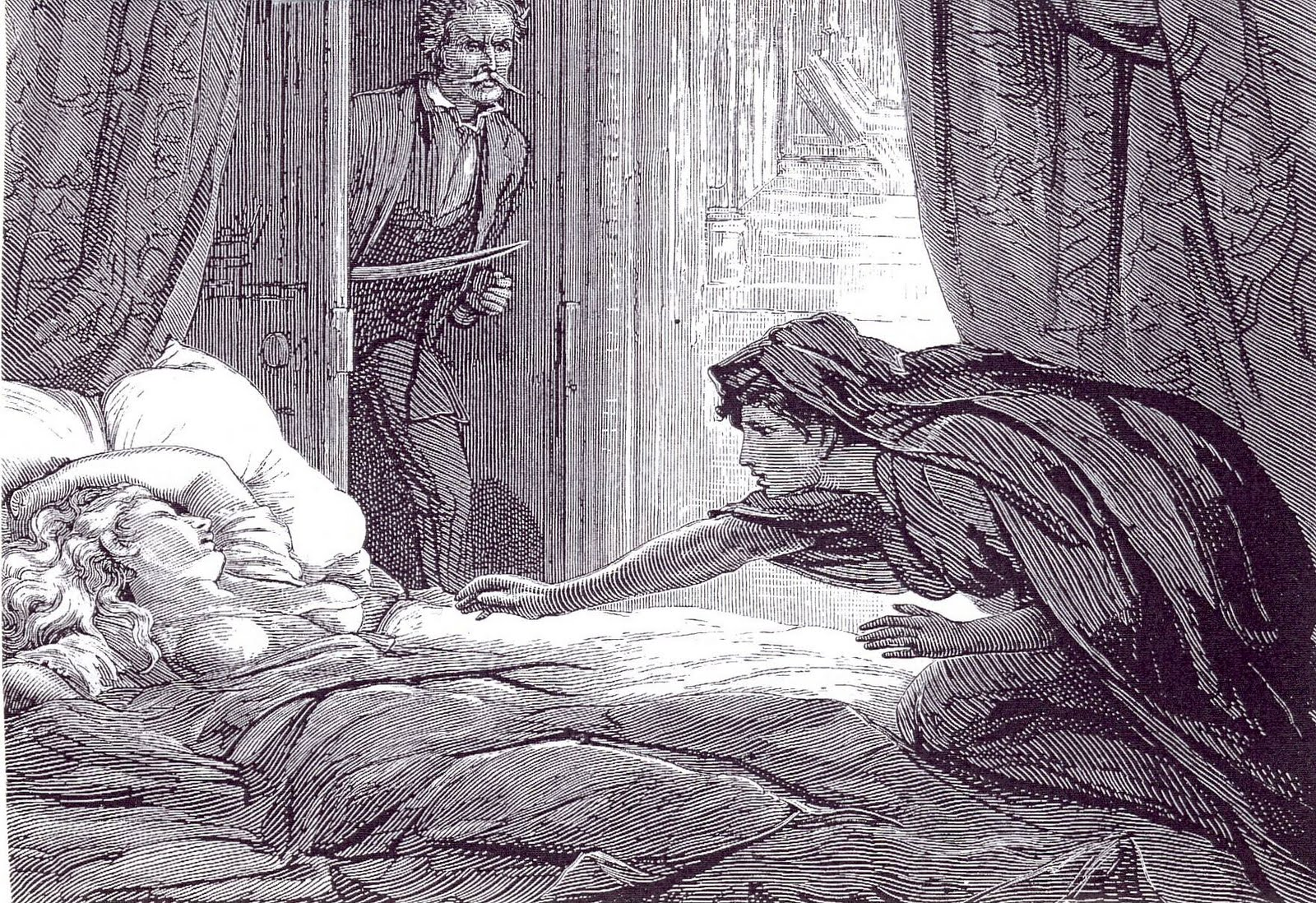
Ilustración de D.H. Friston de la primera novela con una vampira lesbiana, Carmilla en la revista The Dark Blue en 1872.

Historias verdaderas del escritor griego Luciano (125 d. C.-181 d. C.) ha sido considerada el primer ejemplo conocido de ciencia ficción que se ha conservado y también el primer caso de historia de ciencia ficción gay. En ella se narra un viaje fantástico en el que el protagonista es arrastrado por un tifón a la Luna, donde vive una sociedad de hombres que está en guerra con el Sol. Tras destacarse en el combate, el rey da en matrimonio a su hijo al héroe. En la Luna todos son varones y se reproducen gracias a que los niños crecen de plantas que son sembradas plantando en el suelo el testículo izquierdo.
La representación de cualquier tipo de sexo desaparecerá de estas historias durante mucho tiempo, fruto de la mentalidad de puritana. Como aparece reflejado en los Viajes de Gulliver, el deseo sexual es considerado el instinto bajo y animal de los Yahhos (humanos), que no está presente en los elevados e inteligentes Houyhnhnms (caballos parlantes).
Las primeras obras en las que aparecen personajes homosexuales se les muestra de forma negativa y moralmente censurable, como se observa en la primera historia con una vampiresa lesbiana, Carmilla (1872), de la colección En un vidrio misterioso de Sheridan Le Fanu, y El retrato de Dorian Gray (1890) de Oscar Wilde, que impresionó a sus lectores contemporáneos por su sensualidad y mostrar personajes gais bastante explícitamente.

### Era del pulp (años 1920-30)

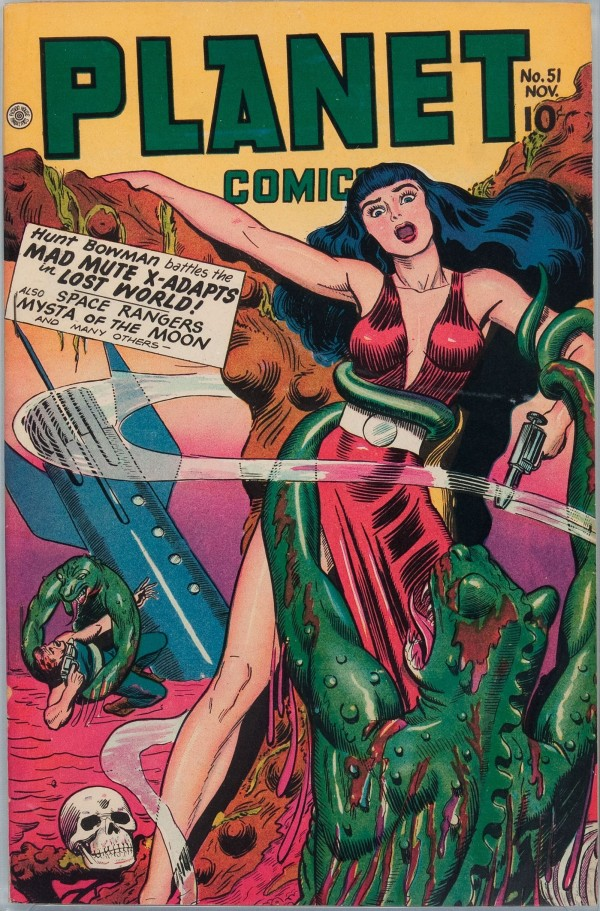
Típica portada de cómic de la época.

En la era del pulp, la sexualidad explícita de cualquier tipo era rara en los géneros de la ciencia ficción y la fantasía. Durante muchos años los editores como Kay Tarrant, conocido por su mojigatería y editor asistente de Astounding Science Fiction, creían que tenían que proteger a los varones adolescentes que eran sus principales lectores. Aunque las portadas de algunas revistas pulp de los años 1930 mostraban mujeres ligeras de ropa amenazadas por alienígenas llenos de tentáculos, era lo más atrevido de todo su contenido. En tal contexto, escritores como Edgar Pangborn, que mostraban la amistad masculina de forma apasionada, eran excepcionales; aunque, hasta casi el final de su carrera, lo máximo que se atrevió a incluir fue algún beso. Sugerir o mostrar veladamente la sexualidad era tan importante como lo que se mostraba explícitamente. El género reflejaba la moralidad social de la época y todos sus prejuicios; y de hecho, fue más acusado en este género que en el resto de la literatura.
Cuando el público se amplió a otros sectores sociales, empezó a ser posible la inclusión de personajes homosexuales de forma velada, aunque en consonancia con la actitud imperante tendían a ser los villanos: malvados, dementes o estereotipos afeminados. El papel más corriente para el homosexual era el de señor decadente y esclavizador, cuya tiranía corrupta era derrocada por el joven héroe heterosexual. Durante este periodo las lesbianas no son representadas ni siquiera como villanas.
Uno de los primeros ejemplos en el género de ciencia ficción donde se incluye una desafiante cantidad de prácticas sexuales no convencionales es una de las primeras novelas de Olaf Stapledon, Odd John  (1935). John es un mutante con habilidades mentales extraordinarias que no se deja limitar por las muchas reglas impuestas por la sociedad británica de su tiempo. Se sugiere de forma bastante clara que seduce a un chico mayor, que se enamora de él, pero que también sufre por el sentimiento de culpa que le causa la relación.

### Edad dorada (años 1940-50)
Durante la Edad de oro de la ciencia ficción, el género ignoró casi por completo el tema de la homosexualidad. Aunque hubo alguna excepción: al subir la media de edad de los lectores de ciencia ficción y fantasía, escritores como Philip José Farmer y Theodore Sturgeon pudieron introducir la sexualidad de forma más explícita en sus obras. Sturgeon escribió muchas historias durante esta época, en la que enfatizaba la importancia de las relaciones amorosas, a pesar de las normas sociales existentes, e hizo alguna mención a la homosexualidad. En su obra The World Well Lost  (1953), inicialmente publicada en la revista Universe y en la colección A Saucer of Loneliness, se muestran alienígenas homosexuales fugitivos y su amor no correspondido (y tabú) por algún humano. El lema de la portada de Universe era "His most daring story", su historia más atrevida; el tratamiento tan sensible que hace de la homosexualidad fue inusual en las publicaciones de ciencia ficción de esta época y es considerado actualmente un hito. Según una anécdota contada por Samuel R. Delany, en un principio, cuando Sturgeon presentó su historia, su editor no sólo la rechazó, sino que telefoneó a todos los demás editores para que también la rechazaran.
Sturgeon escribiría más tarde Affair with a Green Monkey, que examinaba el estereotipo social de los homosexuales, y en 1960 publicó Venus Plus X, en la que se describe una sociedad de un solo género y en la que la homofobia del protagonista se ve como algo negativo.
Aunque generalmente no se le considera un escritor del género como a Sturgeon, William S. Burroughs publicó en 1959 Naked Lunch, la primera de varias obras de ciencia ficción como The Nova Trilogy y The Wild Boys, en las que conectaba el consumo de drogas y la homosexualidad con las actividades antiautoritarias. El resultado fue una narrativa surrealista que sacaba la acción del género de sus mundos habituales.
Sin embargo, hasta finales de los años 1960, muy pocos escritores describieron formas de sexualidad alternativa, revisaron los papeles asignados a los géneros o indagaron abiertamente cuestiones sexuales. Entre los casos excepcionales que daban visiones de sociedades homosexuales masculinas, estas seguían siendo muy negativas. Por ejemplo, cuando el exceso de población lleva al mundo a abandonar la heterosexualidad en la historia corta de Charles Beaumont The Crooked Man (1955), inicialmente publicada en Playboy, crueles homosexuales empiezan a oprimir a la minoría heterosexual. Y en la obra de Anthony Burgess The Wanting Seed (1962) la homosexualidad era requisito obligatorio para obtener un empleo de la administración, como parte de un estado antinatural y violento que promovía la caída del mundo natural y el estado de guerra.

### Era de la nueva ola (años 1960-70)
Al final de los años 1960, la ciencia ficción y la fantasía ficción empezaron a reflejar los cambios que se habían producido en la sociedad promovidos por los movimientos contraculturales y pro derechos civiles. Estos cambios se incorporaron al movimiento literario llamado "la nueva ola", un movimiento más escéptico respecto a los avances tecnológicos, más liberal y más interesado en la experimentación estilística. Los escritores de la Nueva ola se interesaron más por el "espacio interior" que por el espacio exterior. Se mostraron menos reticentes a la hora de mostrar la sexualidad de forma explícita y eran más proclives a reconsiderar el papel de los géneros y el papel social de las minorías sexuales. Hubo autores notables declaradamente gais como Joanna Russ, Thomas M. Disch y Samuel R. Delany. Y tras los autores hubo también editores como Michael Moorcock (editor del influyente New Worlds) y Ursula K. Le Guin.
Los autores de la ciencia ficción feminista imaginaron culturas con varios tipos de géneros distintos o en las que la homo y bisexualidad eran normales. Las obras de Joanna Russ The Female Man (1975) y la galardonada "When It Changed", mostraban sociedades exclusivamente femeninas que florecían sin hombres y tuvieron mucha influencia. Russ fue la primera en introducir el lesbianismo feminista radical en la ciencia ficción.
En las primeras historias de Samuel R. Delany los aspectos homosexuales se presentan con referencias sutiles, más que con sexo explícito. En algunas historias, tales como Babel-17 (1966), el amor y las relaciones homosexuales están implícitos claramente, pero les da un velo protector. Por ejemplo, la protagonista está casada con dos hombres en un matrimonio/trío. El afecto entre los tres personajes se muestra directamente, pero el sexo entre ellos no se describe. En cambio en sus obras posteriores desdibujará la frontera entre la ciencia ficción y la pornografía gay. Delany desafió a la censura de las compañías de distribución de libros por tratar así estos temas. En la historia ganadora del prémio Nebula "Aye, and Gomorrah", aparece el desarrollo de astronautas sexualmente neutros y describe la atracción sexual hacia ellos. Imaginando un nuevo género y una nueva orientación sexual, la historia hace reflexionar a los lectores sobre el mundo real, manteniendo la distancia. Delany publicó posteriormente otras historias ganadoras de premios que representaban personajes gais, como por ejemplo "Time Considered as a Helix of Semi-Precious Stones" (todas recopiladas en las retrospectiva de historias cortas de Delany Aye, and Gomorrah, and other stories). En Dhalgren (1975), su novela de ciencia ficción más famosa, Delany puebla la historia con una gran variedad de sexualidades. Una vez más, la actividad sexual no es el foco de atención de la novela, aunque contiene una de las primeras descripciones de una escena de sexo gay de la ciencia ficción. Delany describe personajes con una gran variedad de motivaciones y comportamientos, no con la intención de buscar apoyo, pero con el efecto de mostrar al lector que existen personas diferentes en el mundo real.
También figuran temas sexuales en las obras de John Varley, que se hicieron famosas en los años 1970. En su obra "Eight Worlds", colección de novelas y relatos cortos, la humanidad ha adquirido la habilidad de cambiar de sexo a voluntad. La homofobia se muestra para impedir el uso de esta tecnología, que provoca drásticos cambios en las relaciones, y que donde el sexo homosexual se ha convertido en opción aceptable para todos. En su Gaea trilogy las protagonistas son lesbianas.
Un gran número de autores de renombre introdujeron temas LGBT en sus obras: en Time Enough for Love de Robert A. Heinlein (1973) el personaje principal lucha por la libertad futura de practicar sexo homosexual. Ursula K. Le Guin explora la sexualidad transespecies en The Left Hand of Darkness (1969); en estas especies los individuos no son ni macho ni hembra, sino que tienen ambos órganos sexuales y ambas capacidades reproductivas, haciéndolos en ciento sentido bisexuales. Le Guin posteriormente escribió historias que examinan múltiples posibilidades de homosexualidad no convencional, tal como las relaciones entre clones en "Nine Lives" (recopilada en The Wind's Twelve Quarters). James Tiptree Jr., una mujer bisexual que escribía bajo un seudónimo masculino, explora el impulso sexual como su tema principal; en su obra galardonada "Houston, Houston, Do You Read?" (recopilada en Her Smoke Rose Up Forever), presenta una sociedad exclusivamente femenina tras la extinción de todos los hombres por una enfermedad. Esta sociedad carece de los problemas atribuidos estereotípicamente a los hombres tales como la violencia y la guerra, pero está estancada. Las mujeres allí se reproducen por clonación y consideran que los hombres son cómicos.
Las novelas de Chronicles of Tornor (1979-80) de Elizabeth Lynn, la primera mujer que ganó un premio World Fantasy, fueron de las primeras novelas de género fantástico que incluía relaciones gais como una parte destacable de su trasfondo cultural. Su novela A Different Light (1978) muestra relaciones homosexuales entre dos hombres e inspiró el nombre de la famosa cadena de librerías LGBT, "A Different Light". El "cuento mágico lésbico" "The Woman Who Loved the Moon" también ganó el premio World Fantasy y es la historia titular en su recopilación The Woman Who Loved the Moon, junto con otras historias de ficción especulativa homosexual.

### Moderna ficción fantástica (post nueva ola)
Después de expandir los límites durante las décadas de 1960 y 70, la homosexualidad había conseguido una mayor aceptación general y fue incorporada con más frecuencia en historias convencionales no destinadas exclusivamente al público gay. El proceso fue apoyado por el incremento del número de autores abiertamente homosexuales, tales como David Gerrold, Geoff Ryman y Nicola Griffith. En los años 1980, la homofobia flagrante ya no se consideraba aceptable para la mayoría de los lectores. Aunque una representación irreal de lesbianas continuaba extendiéndose en algunas obras con el único objetivo de atraer el interés morboso de los varones heterosexuales. En la década de 1990, las historias con sexualidades alternativas experimentaron un resurgimiento.
En la obra ganadora del Mythopoeic Fantasy Award, Unicorn Mountain (1988), de Michael Bishop se incluye un personaje gay enfermo de sida entre los personajes principales, que tienen que afrontar la irrupción de una manada de unicornios moribundos en su rancho de Colorado. En ella también se alude a la muerte de la cultura gay del hedonismo, literal y metafóricamente, y a las campañas de sexo seguro que derivaron de la epidemia del sida.
Los personajes gais se hicieron tan comunes que Diana Wynne Jones' introdujo en The Tough Guide to Fantasyland la entrada gay mages (magos gais) como un cliché fantástico. Por ejemplo encontramos personajes gais en las obras de Mercedes Lackey, como la obra ganadora del prémio Lambda The Last Herald Mage Trilogy (1989), en la que los protagonistas son gais y tienen poderes mágicos. Sus relaciones forman parte integral de la historia que tiene lugar en un mundo ficticio llamado Valdemar.
David Gerrold, escritor de ciencia ficción con un amplio número de obras de temática LGBT, en su The Man Who Folded Himself examina el amor narcisista de un viajero del tiempo que toma parte en orgías gais con versiones temporales de sí mismo. Jumping Off the Planet (2000), premiada en varias ocasiones, es el primer libro de una serie para adolescentes en la que un padre rapta a sus tres hijos y los lleva a la luna; uno de ellos es gay y ha sido rechazado para una beca escolar que se concede a los heterosexuales que aceptan cambiar su orientación sexual para prevenir el exceso de población del mundo. Gerrold recibió un premio Nebula por un relato corto semiautobiográfico "The Martian Child" (1994), en el que un hombre gay adopta a un niño. Posteriormente, la historia se expandió a una novela y se hizo una película basándose en él, Martian Child, en la que el protagonista era hetero, lo que fue objeto de críticas.
Duane Simolke recibió un premio StoneWall Society por Degranon: A Science Fiction Adventure en 2003. La historia, que incluye personajes y temas gais, es un ejemplo de ficción fantástica publicada por editoriales especializadas en temas gais, en vez de por editoriales especializadas en ciencia ficción.
La saga literaria Harry Potter, de la autora británica J. K. Rowling, tiene una persona homosexual entre sus protagonistas; el director del colegio Hogwarts, Albus Dumbledore. Si bien la orientación sexual de este personaje no fue revelada hasta después del final de la saga, tiene un motivo y ha causado injerencias en la historia, ya que se descubre que Dumbledore estuvo enamorado de un mago oscuro, Gellert Grindelwald, siendo ese el motivo por el que no pudo derrotarlo desde un principio.

## Cómic y manga
Durante la mayor parte del siglo XX las relaciones homosexuales han sido apartadas de los cómics que se consideraban principalmente dirigidos al sector infantil. Hasta 1989 la Comics Code Authority (CCA), que imponía de facto censura sobre los cómics que se vendían en todos los quioscos de EE. UU., prohibía cualquier mención a la homosexualidad. Los artistas se veían obligados a dejar sutiles indicios para no revelar directamente la orientación de los personajes. Los temas abiertamente homosexuales se trataron inicialmente en cómics underground o títulos alternativos que no necesitaban del sello de aprobación de la CCA.
Aun así la CCA fue acusada por Fredric Wertham en su obra Seduction of the Innocent de ser la responsable de permitir que los creadores de cómics influyeran negativamente en los niños con imágenes de violencia y sexualidad, que incluía homosexualidad subliminal. Wertham proclamaba que la fuerza e independencia de Wonder Woman la convertía en lesbiana y afirmó que "las historias del tipo de Batman estimulaban en los niños fantasías homosexuales."
Desde los años 1980 el número de personajes LGBT se ha incrementado en los cómics de superhéroes de máxima difusión, aunque generalmente continúan siendo personajes relegados a papeles secundarios y generando críticas por la forma en la que se presentan los personajes gais.

### Marvel
Northstar (Jean-Paul Beaubierde) Alpha Flight fue el primer personaje principal gay del universo Marvel y continúa siendo el personaje gay más famoso de entre los cómics más leídos. Creado en 1979 como uno de los miembros originales del grupo de superhéroes Alpha Flight, al principio de sus historias la orientación sexual de Northstar solo era insinuada —números de Alpha Flight 7 y 8 de 1983— pero no afirmada abiertamente; su aparente falta de interés por las mujeres podía ser achacada a su obsesión por convertirse en campeón de esquí. El personaje finalmente se reveló como gay en el número 106 de 1992. En mayo de 2012, La editorial anunció que el personaje canadiense Jean-Paul Beaubier se casará con su pareja, Kyle Jinadu, en las páginas de "Astonishing X-Men" n.º 51 que saldrán a la venta el 20 de junio.
Hubo una relación entre los personajes femeninos Mystique y Destiny, solo implícita al principio, y después crípticamente confirmada en 1990 al usar la palabra arcaica leman, que significa amante, cariño (generalmente secreto). No fue hasta 2001 que Destiny dijo en lenguaje coloquial que Mystique era su amante.
En 2002, Marvel Comics rescató a Rawhide Kid para su firma de cómics MAX, orientada a un público adulto, presentando así el primer personaje abiertamente gay que tiene su propia revista. La primera edición de la saga gay de Rawhide Kid se llamó Slap Leather. Según un artículo de la CNN, la sexualidad del personaje es expresada indirectamente por medio de eufemismos y circunloquios, lo que convierte el estilo del cómic en afectado. Los grupos conservadores protestaron rápidamente por el tema gay, quejándose de que podría corromper a los niños y que debía llevar la etiqueta de "solo para adultos".
La política de Marvel, en respuesta a las protestas de los grupos conservadores, ha establecido que solo se hará énfasis en los personajes gais en las series que lleven la etiqueta de "solo para adultos". Pero en 2006 el editor jefe de la Marvel  Joe Quesada afirmó que esta política ya no está en vigor. Marvel recibió en 2005 el premio GLAAD al mejor comic book por la serie Jóvenes Vengadores.

### DC
DC Comics se ha destacado por tener una mayor representación de personajes LGBT que su rival Marvel comics.
Firebrand, un superhéroe que debutó en 1941, ideado por Paul Schrodt para Radar online es un ejemplo temprano. El escritor Roy Thomas sugirió que Firebrand se había involucrado en una relación gay con su colega y guardaespaldas Slugger Dunn.
Un ejemplo más moderno es el violento superhéroe vigilante Midnighter. Similar a Batman, su relación con su compañero Apollo, parecido a Supermán, se desvela durante el periodo en el que están en el equipo de superhéroes The Authority. Midnighter ha pasado a protagonizar su propio título, donde él y Apollo ahora están casados y tienen una hija adoptada. 
En 2006 DC Comics llamó la atención de los medios de comunicación anunciando la aparición de una nueva encarnación del famoso personaje Batwoman como lesbiana, añadiendo así otra lesbiana a la ciudad de Gotham, además del personaje secundario de la oficial de policía Renée Montoya, que ya existía.
A los personajes LGBT declarados se añaden varias controversias sobre la interpretación homosexual de algunos de los superhéroes más famosos de sus cómics. Ha sido famosa y con mucha repercusión la interpretación homosexual de la relación entre Batman y Robin, a pesar de que la mayoría de los dibujantes del personaje han negado que fuera gay. La polémica se inició cuando el psicólogo Fredric Wertham afirmó en su libro Seduction of the Innocent que "las historias de Batman son psicológicamente homosexuales" y que apreciaba "una sutil atmósfera de homoerotismo que domina las aventuras del maduro 'Batman' y su joven amigo 'Robin'". A raíz de ello se despertó el interés del público gay por el personaje, por "ser uno de los primeros personajes de ficción atacados por presumírsele homosexual" y por la estética de la série de televisión de los años 1960 que "estaba llena de matices de afectamiento." Además, Frank Miller describió la relación entre Batman y el Joker como una "pesadilla homófoba", interpretando que el personaje sublima sus impulsos sexuales en la lucha contra el crimen.
La polémica sobre Batman ha continuado durante mucho tiempo. Uno de los ejemplos más destacados ocurrió en 2000, cuando DC Comics denegó el permiso para la reimpresión de cuatro viñetas (de Batman, números 79, 92, 105 y 139) para ilustrar el trabajo de Christopher York All in the Family: Homophobia and Batman Comics in the 1950s (Todo en familia: Homofobia y los cómics de Batman de los 50). Otro caso ocurrió en el verano del 2005, cuando el pintor Mark Chamberlain expuso varias acuarelas que representaban a Batman y a Robin en poses sugestivas y sexualmente explícitas. DC amenazó al artista y a la galería de arte Kathleen Cullen con acciones legales si no se retiraban de la venta los cuadros y exigió también los ingresos derivados de la venta y los cuadros que quedaban por vender.
El 21 de mayo de 2012, DC Comics anunció a través de Courtney Simmons, vicepresidente de publicidad de DC Entertainment que hará que uno de sus personajes más famosos se declare homosexual en una de sus historietas. "Uno de los personajes más icónicos de DC revelará que es homosexual en una historia en junio", confirmó Simmons. El 1 de junio de 2012 se confirmó que este personaje era Alan Scott, el primer Linterna Verde, y que aparecería en el número 2 de la serie Earth 2.

### Manga yaoi,yuriyshōnen-ai

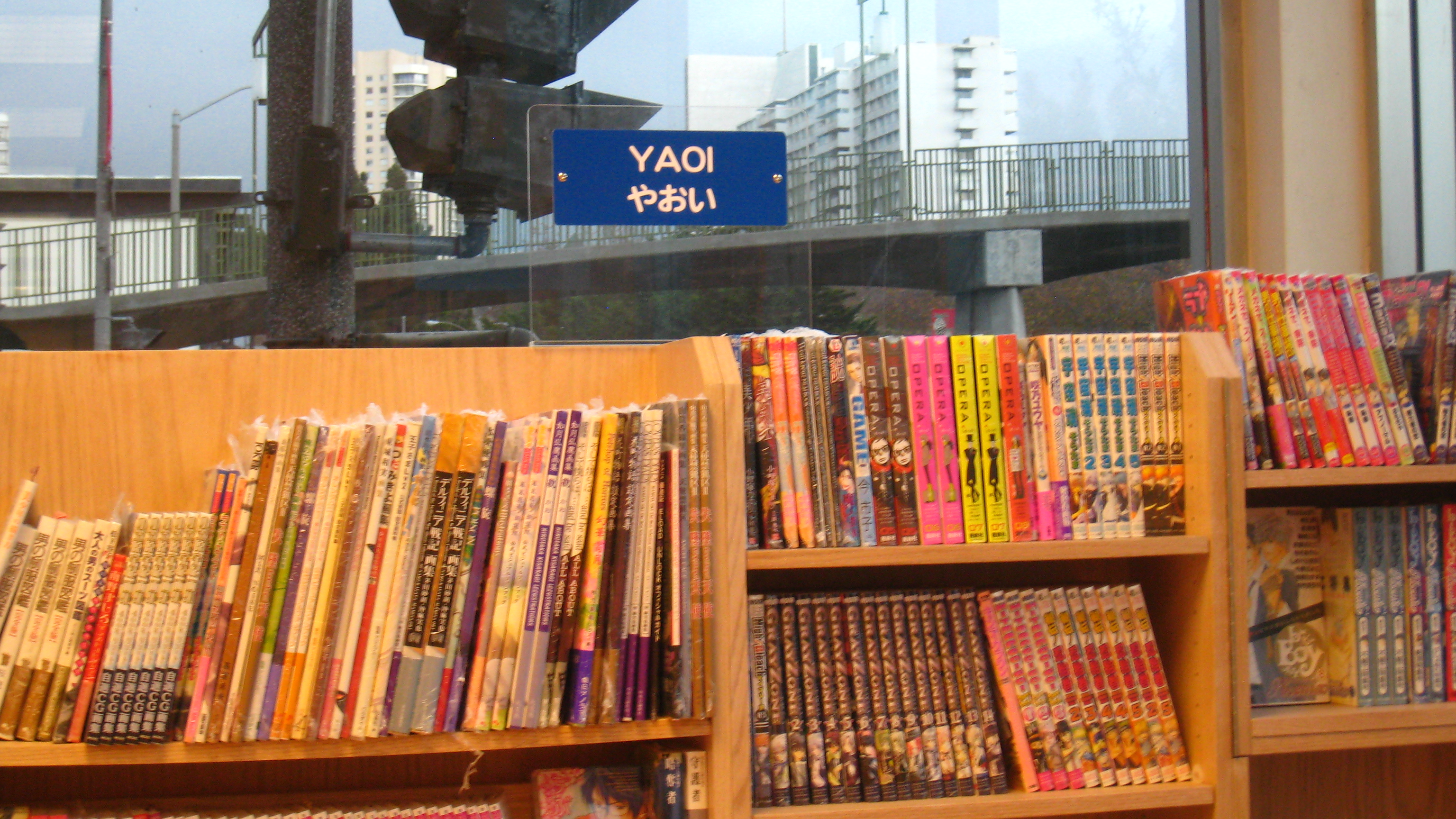
Sección de yaoi en una librería japonesa.

El yaoi (やおい) es un género que se caracteriza por centrar sus historias en el amor entre hombres; generalmente se considera como parte del shōjo o manga dirigido a las chicas. Es muy popular en Japón, desde donde se ha extendido al resto del mundo. Además de en el manga, el yaoi se puede encontrar en el anime, las novelas y los dōjinshi, cómics realizados por aficionados. En Japón el género es más conocido como bōizu rabu (ボーイズラブ, amor de chicos) y yaoi es más utilizado en el resto del mundo. Como es corriente en el manga los escenarios y argumentos fantásticos son comunes. Por ejemplo, Innocent bird es un manga en el que los protagonistas son ángeles y demonios. Ai no kusabi es una novela yaoi de ciencia ficción de los años 1980, en la que se describe un sociedad con un sistema de castas.
También hay "mangas gais" específicamente orientados al público gay y con protagonistas gais. Los autores y fanes del yaoi suelen distinguir entre éste y el manga gay, ya que los personajes del yaoi no están definidos como exclusivamente gais.
El homólogo femenino, es decir lésbico, del yaoi se denomina yuri (百合). El yuri también se centra tanto en los aspectos sexuales como en los emocionales de la relación, si predomina este último serán denominados shōjo-ai. Aunque el yuri originalmente estaba dirigido al público femenino ahora también hay algunos dirigidos al público masculino.
El shōnen-ai es la versión para adolescentes del yaoi, en la que los personajes son jóvenes y las relaciones sexuales no se abordan explícitamente, centrándose la historia en los sentimientos.

## Televisión y cine
En general la ficción fantástica de la televisión y el cine va por detrás de la literatura en la representación de la homosexualidad. El cine se hizo más explícito respecto a la sexualidad a partir de los años 1980, pero con el objetivo de entretener, más que con el de explorar las dinámicas sexuales subyacentes. La mayoría de las relaciones sexuales en el cine de ficción tiene la intención de producir simplemente la excitación del público, por lo que las relaciones en las películas de las principales productoras son generalmente heterosexuales. Se representan con frecuencia relaciones interétnicas e incluso interespecies, mientras que las relaciones homosexuales y transgénero son raras. Algunas relaciones estrechas y platónicas entre personajes de ciencia ficción de series de televisión o cine han sido reinterpretadas como homosexuales por los seguidores del slash. El primer ejemplo de estas interpretaciones es la relación entre Kirk y Spock.

### Star Trek
La ausencia de relaciones homosexuales en la franquicia de Star Trek ha sido durante mucho tiempo un punto espinoso para sus seguidores LGBT, algunos de los cuales incluso han organizado boicots contra la franquicia en protesta por la no inclusión de personajes LGBT en su universo. Se ha señalado que Gene Roddenberry hizo afirmaciones favorables al final de su vida respecto a la aparición de relaciones homosexuales en Star Trek, pero su representación en la franquicia sigue siendo muy escasa.
La homosexualidad ha sido tratada ocasionalmente como un asunto puntual en Star Trek, siendo abordado el tema en episodios aislados, tales como en 1995 en Star Trek: Deep Space Nine episodio "Rejoined", que fue el primer episodio que mostraba una relación homosexual con un romántico beso entre dos mujeres. Posteriormente, la franquicia de Star Trek ha mostrado pocas relaciones homosexuales y siempre en contextos negativos, como el del maligno "universo espejo" ("The Emperor's New Cloak") o a causa de una posesión corporal ("Warlord" y otros), aparte de alguna anécdota con propósito cómico entre personajes heterosexuales.
En una entrevista de 2000 en Fandom, el escritor de Start Trek Ronald D. Moore sugirió que la razón por la que no existían personajes gais en las series de televisión de la franquicia era porque alguien quería que fuera así y que daba igual la cantidad de seguidores, miembros del reparto o del equipo que apoyasen la idea.
En los últimos años, unas pocas novelas de Star Trek, que tienen licencia oficial pero que no forman parte del canon de la serie, han representado directamente relaciones homosexuales, en las que aparecía como gay algún personaje secundario menor del canon, como el teniente Hawk de Star Trek: First Contact.

### Xena: la princesa guerrera
En la serie fantástica de televisión Xena: la princesa guerrera, la estrecha amistad entre sus protagonistas Xena y Gabrielle ha hecho sugerir a los seguidores que existen matices lésbicos en su relación, convirtiéndolas en iconos lésbicos. Se ha comentado que la serie ha sido pionera y que ha roto barreras, posibilitando que se introdujeran series con temáticas lésbicas posteriormente, como Buffy la cazavampiros.

### Buffy la cazavampiros
La serie de televisión Buffy la cazavampiros introdujo varios personajes LGBT en sus tramas. Cabe destacar el caso de una de las protagonistas, Willow, y sus parejas Tara y Kennedy. También Andrew Wells, uno de los recurrentes villanos y eventual aliado, era implícitamente gay, aunque en el armario. Se ha comentado que alguno de sus personajes sirvió de inspiración para la creación de personajes de Torchwood. La serie ganó varios premios LGBT y se la ha considerado innovadora en su representación de la juventud homosexual.

### Torchwood

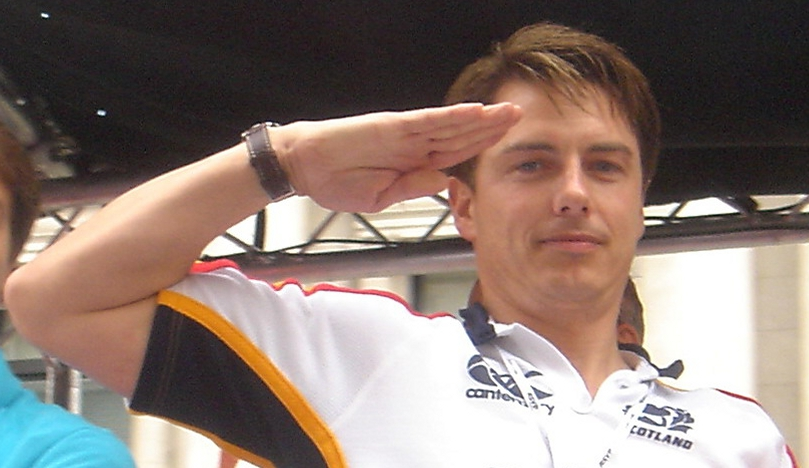
El actor John Barrowman intérprete de Jack Harkness.

Torchwood es una serie de televisión británica, que forma parte de la larga saga Doctor Who, que comenzó a emitirse en 2006 en BBC Three. La serie explora una multitud de temas en su argumento y en particular varias tramas LGBT. Prácticamente todos sus personajes principales han mantenido al menos una relación homosexual y se ha afirmado que todos los protagonistas de Torchwood son bisexuales. Aunque la causa de su flexibilidad sexual no está bien explicada, los personajes ofrecen una gran variedad de orientaciones diferentes. El creador de la serie, Russell T. Davies, ha dicho que espera desafiar las expectativas de la audiencia respecto a la monosexualidad de los personajes: "Sin hacer de ello una política o una rutina, este va a ser un programa muy bisexual. Quiero derribar las barreras de forma que no se pueda definir que un personaje es gay. Necesitamos empezar a mezclar las cosas, más que pensar, 'Este es un personaje gay y solo se va a ir con hombres.'" Davies también ha descrito al protagonista Jack Harkness como omnisexual: "Él va a follar con cualquier cosa con agujero. Jack no cataloga a las personas: si le gustas, él se lo hará contigo."

## LGBT en la comunidad de ciencia ficción
Ya desde 1980 hubo representación de destacados miembros gay y gay-friendly en las reuniones de la ciencia ficción Worldcon (Noreascon II), incluyendo a Samuel R. Delany, Marion Zimmer Bradley y Melissa Scott.
En 1988 se organizó la primera Gaylaxicon, la primera convención de ciencia ficción gay, que permitió la creación de Gaylactic Network y los premios Gaylactic Spectrum.
La temática gay está ahora presente en las convenciones, como por ejemplo en la WisCon 30, donde hubo un debate con el título "¿Por qué las mujeres escriben sobre hombres gais?", y en la 38.ª Convención mundial de ciencia ficción de Boston, donde hubo otra con el título "La mente abierta cerrada – Homofobia en la ciencia ficción y las historias fantásticas".
Parte de las historias de ciencia ficción lésbica están orientadas específicamente a la audiencia lésbica más que a los fanes de la ciencia ficción y se publican en pequeñas editoriales feministas o lésbicas tales como Naiad Press (extinta) y Bella Books. 

### Premios
Existen varios premios para reconocer las obras que incluyen personaje o temas LGBT en la ciencia ficción y fantasía:
- Los premios Gaylactic Spectrum para las obras de ciencia ficción, fantasía y horror que incluyan visiones positivas personajes y temáticas gais, lesbianas, bisexuales o transgénero.[83]

- Los premios literarios Lambda incluyen un apartado para la ciencia ficción, la fantasía y el horror. Aunque los premios se dan según la calidad de los textos que incluyan temas LGBT, la orientación sexual del autor también es un factor para la concesión.[84]

- Los premios Queer Horror fueron creados para galardonar a las obras que muestren personajes o temas LGBT de forma significativa y positiva en el género del horror y la fantasía negra.[85]
- El premio James Tiptree, Jr. galardona las obras de ciencia ficción que expandan o exploren el conocimiento de la orientación sexual.[86] Lo que incluye obras que traten de forma directa o tangencial temas gais, lésbicos, bisexuales o transgénero.[87]